# Côte d'Argent

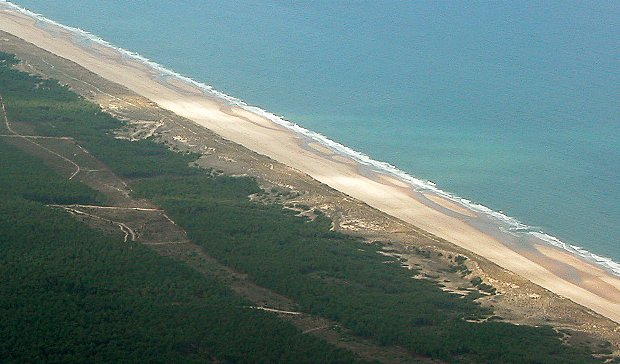
De Côte d'Argent met de bossen van Les Landes, de duinen, het strand en de branding

De Côte d'Argent is een Franse kust aan de Atlantische Oceaan.
De kust strekt zich uit vanaf de monding van de Gironde in een rechte lijn uit tot de Spaanse grens. De kust bestaat uit langgerekte zandstranden en is vanwege de branding van de oceaan geliefd bij surfers. Aan de landkant liggen hoge duinen, beplant met naaldhout.